# Grande Prêmio Brasil Caixa de Atletismo
O Grande Prêmio Brasil Caixa de Atletismo é uma competição anual de atletismo realizado no Brasil e parte do IAAF World Challenge, uma série de torneios realizados pelo mundo que qualifica para a Final Mundial de Atletismo.
Em 2010 será realizada a 26ª edição do Grande Prêmio Brasil Caixa, no Rio de Janeiro.

## Edições
| Ano  | Edição        | Cidade                | Estádio                        | Circuito                           | Data          |
| ---- | ------------- | --------------------- | ------------------------------ | ---------------------------------- | ------------- |
| 1985 | I             | São Paulo             | Estádio Ícaro de Castro Melo   | Meeting Internacional de São Paulo |               |
| 1986 | II            | São Paulo             | Estádio Ícaro de Castro Melo   | Meeting Internacional de São Paulo |               |
| 1987 | III           | São Paulo             | Estádio Ícaro de Castro Melo   | Meeting Internacional de São Paulo |               |
| 1988 | IV            | São Paulo             | Estádio Ícaro de Castro Melo   | Meeting Internacional de São Paulo |               |
| 1989 | V             | São Paulo             | Estádio Ícaro de Castro Melo   | Meeting Internacional de São Paulo |               |
| 1990 | VI            | São Paulo             | Estádio Ícaro de Castro Melo   | IAAF Grand Prix                    | 20 de maio    |
| 1991 | VII           | São Paulo             | Estádio Ícaro de Castro Melo   | IAAF Grand Prix                    | 19 de maio    |
| 1992 | VIII          | São Paulo             | Estádio Ícaro de Castro Melo   | IAAF Grand Prix                    | 17 de maio    |
| 1993 | IX            | São Paulo             | Estádio Ícaro de Castro Melo   | IAAF Grand Prix                    |               |
| 1994 | X             | São Paulo             | Estádio Ícaro de Castro Melo   | IAAF Grand Prix                    | 21 de maio    |
| 1995 | XI            | São Paulo             | Estádio Ícaro de Castro Melo   | IAAF Grand Prix                    | 14 de maio    |
| 1996 | XII           | Rio de Janeiro        | Estádio Célio de Barros        | IAAF Grand Prix                    |               |
| 1997 | XIII          | Rio de Janeiro        | Estádio Célio de Barros        | IAAF Grand Prix                    | 4 de maio     |
| 1998 | XIV           | Rio de Janeiro        | Estádio Célio de Barros        | IAAF Grand Prix                    |               |
| 1999 | XV            | Rio de Janeiro        | Estádio Célio de Barros        | IAAF Grand Prix                    |               |
| 2000 | XVI           | Rio de Janeiro        | Estádio Célio de Barros        | IAAF Grand Prix                    | 14 de maio    |
| 2001 | XVII          | Rio de Janeiro        | Estádio Célio de Barros        | IAAF Grand Prix                    |               |
| 2002 | XVIII         | Belém                 | Estádio Olímpico do Pará       | IAAF Grand Prix                    |               |
| 2003 | XIX           | Belém                 | Estádio Olímpico do Pará       | IAAF Grand Prix                    |               |
| 2004 | XX            | Belém                 | Estádio Olímpico do Pará       | IAAF Grand Prix                    |               |
| 2005 | XXI           | Belém                 | Estádio Olímpico do Pará       | IAAF Grand Prix                    | 22 de maio    |
| 2006 | XXII          | Belém                 | Estádio Olímpico do Pará       | IAAF Grand Prix                    | 21 de maio    |
| 2007 | XXIII         | Belém                 | Estádio Olímpico do Pará       | IAAF Grand Prix                    | 20 de maio    |
| 2008 | XXIV          | Belém                 | Estádio Olímpico do Pará       | IAAF Grand Prix                    | 25 de maio    |
| 2009 | XXV           | Belém                 | Estádio Olímpico do Pará       | IAAF Grand Prix                    | 24 de maio    |
| 2010 | XXVI          | Rio de Janeiro        | Estádio Olímpico Nilton Santos | IAAF World Challenge               | 23 de maio    |
| 2011 | XXVII         | Rio de Janeiro        | Estádio Olímpico Nilton Santos | IAAF World Challenge               | 26 de maio    |
| 2012 | XXVIII        | Rio de Janeiro        | Estádio Olímpico Nilton Santos | IAAF World Challenge               | 20 de maio    |
| 2013 | XXIX          | Belém                 | Estádio Olímpico do Pará       | IAAF World Challenge               | 12 de maio    |
| 2014 | XXX           | Belém                 | Estádio Olímpico do Pará       | IAAF World Challenge               | 10 de agosto  |
| 2015 | Não realizado | Não realizado         | Não realizado                  | Não realizado                      | Não realizado |
| 2016 | XXXI          | São Bernardo do Campo | Arena Caixa Atletismo          | IAAF World Challenge               | 19 de junho   |
| 2017 | XXXII         | São Bernardo do Campo | Arena Caixa Atletismo          | IAAF World Challenge               | 3 de junho    |